# Friedrich Kirchner
Friedrich Kirchner (Zöbigker, 26 maart 1885 - Fulda, 6 april 1960) was een Duitse officier en General der Panzertruppe  tijdens de Tweede Wereldoorlog. Hij voerde meerdere keren het commando over het 57e Pantserkorps. Hij werd onderscheiden met het Ridderkruis van het IJzeren Kruis met Eikenloof en Zwaarden als erkenning voor de extreme dapperheid en/of succesvolle militaire leiderschap.

## Leven
Op 26 maart 1885 werd Friedrich Kirchner geboren in Zöbigker. Hij meldde zich aan bij het Saksische leger, en werd als Fähnrich (vaandrig) geplaatst bij het 8. Königlich Sächsisches Infanterie-Regiment "Prinz Johann Georg" Nr. 107. Op 27 september 1907 werd Kirchner bevorderd tot Leutnant (tweede luitenant). Het Patent werd daarbij vastgesteld op 18 augustus 1905. Na zijn bevordering werd hij als compagnieofficier in het 8. Königlich Sächsisches Infanterie-Regiment "Prinz Johann Georg" Nr. 107 gebruikt. In 1911 werd Kirchner overgeplaatst naar het 1. Ulanen-Regiment „Kaiser Franz Josef von Österreich, König von Ungarn“ Nr. 17 en werd de komende jaren als eskadronofficier ingezet. In dit regiment werd hij op 11 juli 1913 bevorderd tot Oberleutnant (eerste luitenant).

### Eerste Wereldoorlog
In augustus 1914 trok hij met zijn regiment de Eerste Wereldoorlog in, en werd voor grensbeveiliging aan het westfront ingezet. Vrij kort hierna werd Kirchner in september 1914 overgeplaatst naar het oostfront. Op 24 juli 1915 werd hij bevorderd tot Rittmeister (ritmeester), en werd tot het einde van de oorlog ingezet als plaatsvervangend adjudant in het 474e Infanterieregiment. Hierna werd Kirchner nog in verschillende functies als eskadronscommandant, generale stafofficier en bataljonscommandant ingezet. Tijdens de oorlog werd hij onderscheiden met de Militaire Orde van Sint-Hendrik en de beide klassen van het IJzeren Kruis 1914.

### Interbellum
Na de Eerste Wereldoorlog werd Kirchner opgenomen in de Reichswehr en werd in het voorjaar van 1920 in het 200.000 manschappen sterke overgangsleger van de Reichsheer in het Reiter-Regiment 12 geplaatst; dit onderdeel was in Dresden gestationeerd. In dit regiment werd hij de komende jaren als eskadronscommandant ingezet. Tijdens de opbouw van het 100.000 man sterke Reichsheer bleef hij geplaatst bij het 12. (Sächs.) Reiter-Regiment. Uiterlijk in het voorjaar van 1924 werd hij tot definitief commandant van het 4e eskadron van het 12. (Sächs.) Reiter-Regiment in Großenhain benoemd. In deze functie diende hij een aantal jaren. Op 1 februari 1928 werd Kirchner bevorderd tot Major (majoor). In het voorjaar van 1928 werd hij in de regimentsstaf van het 12. (Sächs.) Reiter-Regiment in Dresden ingezet. Op 1 april 1928 werd hij voor meerdere jaren in de staf van de 2e Cavaleriedivisie in Breslau ingezet. Hierna volgde zijn overplaatsing naar het 10. (Preuß.) Reiter-Regiment in Torgau; daar gaf hij leiding aan een eskadron. Hierop volgt kreeg Kirchner een opleiding voor regimentscommandanten. Op 1 december 1932 volgde zijn bevordering tot Oberstleutnant (luitenant-kolonel). En werd een jaar later belast het leiding geven over het 11. (Preußisches) Reiter-Regiment in Neustadt, Opper-Silezië. Op 1 oktober 1934 werd het regiment hernoemd in Reiter-Regiment Gera. Kort hierna volgde zijn bevordering tot Oberst (kolonel). Tijdens de verdere overgang van de Reichwehr naar de Wehrmacht, werd Kirchner benoemd tot commandant van het Reiter-Regiment Gera. Op 15 oktober 1935 tijdens de ontmaskering van de nieuwe eenheden van de Wehrmacht, werd hij benoemd tot commandant van het Schützen-Regiment 1 in Weimar. Hierop volgend werd hij op 1 maart 1938 bevorderd tot Generalmajor (brigadegeneraal). Kirchner werd op 10 november 1938 opgevolgd door de Oberst Hans von Boineburg-Lengsfeld, als commandant van het Schützen-Regiment 1.

### Tweede Wereldoorlog
Met deze brigade nam hij deel aan de Poolse Veldtocht tijdens de Tweede Wereldoorlog. Voor zijn aandeel in de Poolse Veldtocht werd Kirchner onderscheiden met de beide klassen van het Herhalingsgesp bij IJzeren Kruis 1939. Hierop volgend werd hij op 3 november 1939 met het leiderschap belast van de 1e Pantserdivisie. Op 15 februari 1940 werd Kirchner permanent benoemd tot commandant van de 1e Pantserdivisie. Vanaf 1 april 1940 was hij ook bevorderd tot Generalleutnant (generaal-majoor). In het voorjaar van 1940 gaf hij leiding aan zijn divisie tijdens de Slag om Frankrijk. Voor de belangrijke rol die de 1e Pantserdivisie speelde bij het afsnijden van Frans-Britse troepen in België en Noord-Frankrijk, wat ondergeschikt was aan het 19e Gemotoriseerde Korps van de General der Panzertruppe/Generaloberst Heinz Guderian in Frankrijk, werd Kirchner op 20 mei 1940 onderscheiden met het Ridderkruis van het IJzeren Kruis. 
Tijdens Operatie Barbarossa voerde Kirchner de 1e Pantserdivisie aan in Noord-Rusland. Op 16 juli 1941 raakte hij gewond. Van oktober 1941 tot 15 november 1941 was Kirchner tijdelijk belast met het leiderschap van de 41e Legerkorps. Op 15 november 1941 nam als opvolger van de General der Panzertruppe Adolf-Friedrich Kuntzen de leiding over het 57e Pantserkorps op zich, dit pantserkorps leidde hij met verschillende onderbrekingen tot het einde van de oorlog. Op 1 februari 1942 werd Kirchner bevorderd tot General der Panzertruppe (generaal der Pantsertroepen). Hiermee werd hij ook tot Kommandierender General (bevelvoerend-generaal) van het 57e Gemotoriseerde Korps benoemd. Op 22 april 1942 werd Kirchner onderscheiden met het Duitse Kruis in goud. Ook na de naamswijziging van het Generalkommando in het 57e Gemotoriseerde Korps bleef hij de bevelvoerend generaal. Van 1 december 1943 tot 19 februari 1944 ging hij op verlof. Na zijn verlof nam Kirchner opnieuw het commando over het 57e Gemotoriseerde Korps tot 25 mei 1944. Op 12 februari 1944 werd Kirchner onderscheiden met het Eikenloof bij zijn Ridderkruis van het IJzeren Kruis. Van 25 mei 1944 tot 2 juni 1944 ging hij op verlof. Ook na zijn verlof hernam Kirchner opnieuw het commando over het 57e Gemotoriseerde Korps. In juli 1944 werd hij benoemd tot bevelvoerend generaal van de Korpsgruppe Kirchner. Hierna nam Kirchner voor het laatst het commando over het 57e Gemotoriseerde Korps. Op 26 januari 1945 werd hij onderscheiden met Zwaarden bij zijn Ridderkruis van het IJzeren Kruis met Eikenloof. 
Na de capitulatie van de Wehrmacht, raakte Kirchner op 8 mei 1945 in Amerikaans krijgsgevangenschap. In 1947 werd hij uit het krijgsgevangenschap weer vrijgelaten.

## Na de oorlog
Over het verdere verloop van zijn leven is niets bekend. Op 6 april 1960 stierf von Kirchner in Fulda.

## Militaire carrière
- General der Panzertruppe: 1 februari 1942[1][4][14]
- Generalleutnant: 1 april 1940[1][4][14]
- Generalmajor: 1 maart 1938[1][14]
- Oberst: 1 november 1934[1][14]
- Oberstleutnant: 1 december 1932[1][14]
- Major: 1 februari 1928[1][14]
- Rittmeister: 24 juli 1915[1][14]
- Oberleutnant: 11 juli 1913[1][14]
- Leutnant: 27 september 1907[1] (Patent vanaf 18 augustus 1905[14])
- Fähnrich: 28 februari 1906[1]

Opmerking: de rang van Generalmajor is vergelijkbaar met die van een hedendaagse brigadegeneraal (OF-6). Het Duitse leger kende tijdens de Tweede Wereldoorlog geen rang van een brigadegeneraal, waardoor de eerste generaalsrang een Generalmajor was. Het naoorlogse Duitse leger kent overigens wel volgens de NAVO-schaal een brigadegeneraal als eerste generaalsrang.

## Onderscheidingen
Selectie: 
- Ridderkruis van het IJzeren Kruis met Eikenloof, Zwaarden (nr.127[1]) op 26 januari 1945 als General der Panzertruppe en Kommandierender General van het 57e Pantserkorps[15][1][16][4][14]
- Ridderkruis van het IJzeren Kruis met Eikenloof (nr.391[1]) op 12 februari 1944 als General der Panzertruppe en Kommandierender General van het 57e Pantserkorps[15][1][16][4][14]
- Ridderkruis van het IJzeren Kruis (nr.29[1]) op 20 mei 1940 als Generalleutnant en Commandant van de 1e Pantserdivisie[15][1][16][4][14]
- IJzeren Kruis 1914, 1e Klasse[4] (26 september 1917[15][1]) en 2e Klasse[4] (1 oktober 1914[15][1])
- Herhalingsgesp bij IJzeren Kruis 1939, 1e Klasse (4 oktober 1939[15][1]) en 2e Klasse (22 september 1939[15][1])
- Duitse Kruis in goud op 22 april 1942[16] als Generalleutnant en Commandant van de 1e Pantserdivisie[15][1][4][14]
- Ridder in de Militaire Orde van Sint-Hendrik op 19 juli 1918[17]
- Hij werd tweemaal genoemd in het Wehrmachtsbericht. Dat gebeurde op:
- 4 februari 1943[15][18][1]
- 27 november 1944[15][19][1]

## Afkorting
- (m. d. F. b.) mit der Führung beauftragt - (vrije vertaling: met het leiderschap belast)